# Love Celeb
Love Celeb (ラブセレブ?) es un manga de 7 volúmenes, perteneciente a la categoría Josei. El guion y el dibujo de esta novela fueron diseñados por la autora japonesa Mayu Shinjō, en los cuales aparecen "Hakuron" (Del manga "Haou airen", 8 tomos) y "Sakuya" (De Kaikan Phrase, 17 tomos). En España ha sido publicado por Ivrea.

## Argumento
La protagonista de la historia, Kirara Nakazono, es una jovencita de dieciséis años cuyo mayor anhelo es llegar a ser una estrella del espectáculo. La suerte no corre de su parte, y tras mucho tiempo de esforzarse sin obtener ningún avance, se percata de que ningún productor se fijará en ella. Kirara es sumamente optimista y entusiasta, e intentando probarle a su mánager Hanamaki que sí puede conseguir un buen papel de alguna novela y un buen CD, animada se dirige a un trabajo que este le encarga, dándose cuenta una vez en el lugar de las intenciones del mismo; la había enviado a un hotel donde los productores se dejaban seducir por las participantes para otorgar los puestos a cambio de sexo. Al notar aquello, aterrada Kirara intenta salir del lugar, momento en el que es interceptada por un sujeto que intenta abusar de ella. En ese momento, conoce a Ginzou Fujiwara (Gin), el hombre con más influencia en todo Japón. Luego de rescatar a Kirara, Gin decide ayudarla a ser una famosa estrella del mundo del espectáculo a cambio de que ella le entregue su virginidad. A partir de ahí empieza la lucha por el amor de Kirara, donde Gin tendrá que admitir su amor por ella antes de que otro robe su corazón.

## Personajes
Kirara Nakazono
Aspirante a cantante-actriz, de 16 años. Es una estudiante de colegio secundario no muy popular alegre, sencilla y torpe. A menudo es llamada por Gin "estúpida-virgen". Ella cree que no tiene talento ya que siempre fracasa en todos sus empleos, pero eso nunca la detiene. Su sueño es llegar a ser una top-idol amada por todos. A pesar de sus quejas siempre obedece las órdenes de Hanamaki por más humillantes que sean ya que lo aprecia y lo considera su hada madrina.
Ginzou 'Gin' Fujiwara
Gin es el nieto de un primer ministro y el hijo de un rico hombre de negocios y político. Desde chico tuvo un aire de adulto debido a sus responsabilidades como los estudios políticos pero desde que conoció a Kirara empezó a actuar con inmadurez hasta llegar a parecer un niño. Se dice que es el "hombre más poderoso en Japón" y goza de mucha influencia en el mundo del espectáculo. Piensa que el dinero puede comprarlo todo, incluso el corazón de las personas, pero cuando Kirara entra en su vida, lentamente comienza a cambiar su forma de pensar. Gin tiene mucha confianza en sí mismo y la única persona que puede mandarle es Sakuya, a quien idolatra y al mismo tiempo quiere sobrepasar. No comprende sus propios sentimientos por Kirara y generalmente se pregunta por qué se preocupa tanto por ella.
Ryotaro Hanamaki
El mánager de Kirara. Él es el que le insiste que se acueste con hombres con poder para llegar a la cima, pero él dice que todo eso lo hace por ella. El suele ser frío con Kirara , la "acosa" y la golpea de vez en cuando, pero en realidad él está enamorado de Kirara desde que la conoció mientras caminaba por la calle aunque para ella él es como un padre o un hermano mayor. No permite que nadie lastime a su protegida, ni siquiera Gin y su objetivo es lograr que Kirara se haga famosa.

## Personajes secundarios
Sakuya Ookochi:
Es productor de música y miembro de una banda llamada "Lucifer". De chico se crio en un hotel que era propiedad de la familia Fujiwara. Era muy frío con los adultos pero era muy amable con Gin, fue el que le enseñó a tocar el piano. Es como un hermano mayor y siempre esta para Gin. Está casado con Aine y tiene un hijo llamado shion, los tres viven en New York. En realidad, Mayu Shinjo creó otro manga mucho antes que "Love Celeb" llamado "Kaikan Phrase" en el cual Sakuya es el protagonista junto con Aine. 
Kouki shirogane:
Es el protagonista de unas de los programas de televisión más vistos junto a Kirara. Siente algo por ella. Es tierno y sensible, considerado uno de los actores con mayor talento de todo Japón. Compite con Gin por la virginidad de Kirara, pero dejan eso a un lado y se unen para llevar a la novela "sonata de invierno" a uno de los puestos más altos.
Ryouthei Inuzuka:
Es el director del "INUZUKA GROUP"y enemigo de Gin y su empresa. Secuestra a Kirara para vengarse de Gin y la obliga a casarse con él y dejar el mundo del espectáculo. Tiene una cicatriz de quemadura en la mejilla que se desconoce como se la hizo, pero que para el simboliza dolor físico y sentimental. 
Seiji Jinguu:
Es el hijo de una de las famosas familias de políticos. Es muy inteligente y para lograr sus objetivos suele utilizar a las mujeres, en este caso Kirara para que Gin no pudiera ocuparse de sus cargos. Aunque se acuesta con varias mujeres, su único amor es Ruriko, una amiga de la infancia. El quiere llegar a ser una autoridad grande en Japón para poder encontrar donantes para Ruriko.
Nagisa Shiratori:
Amigo de la infancia y compañero de clases de Gin. Pertenece a "la clase Gin" en donde solo entran los número uno en cada especialidad(es el amigo número uno de Gin). Por tener una cara muy linda y vestirse de mujer(obligado por sus compañeras de clase)siempre lo confunden con una chica. Es muy amigo de Kirara y no puede creer que siendo novia de Gin ella sea virgen(según el, Gin escalaría el Everest con tal de poder desvirgar a una chica)
Rurico:
Es la prometida de Seiji. Tiene leucemia y por eso en la mayoría de la historia esta en un hospital mientras buscan un donante de médula para curar su enfermedad. Es alegre y sencilla, admira a Kirara y su valor. Confía bastante en Seiji y lo ama con todo su corazón
Ayaka:
Ella es una joven hermosa y talentosa que también se involucró en el mundo del espectáculo. Trabaja en series de televisión, vive rodeada de estilistas y peluqueros, posee cosas caras y estaba a punto de sacar su disco debut. Todo esto lo consigue seduciendo hombres con influencia, entre ellos Gin. A pesar de verse inocente y gentil siempre demuestra odio hacia Kirara ya que Gin siempre le pone más atención. Solo aparece al principio de la historia.
Kin Fujiwara:
Es el hermano mayor de Gin. En resumen, él es lo opuesto a Gin(aunque físicamente son idénticos). Siempre trata de hacer lo mejor que puede para ayudar a la gente, pero siempre le sale mal y eso hace que tenga que depender de su hermano menor. Es cariñoso y muy sensible y no se lo ve muy ambientado en el mundo político. Su participación en el manga es muy corta pero llegó a ser un personaje importante.